# خوسيه ماريا أرويو
خوسيه ماريا أرويو هو سياسي فلبيني، ولد في 1875 في مدينة إيلويلو في الفلبين، وتوفي في 8 مارس 1927 في ليغوريا في إيطاليا. حزبياً، نشط في Nacionalista Party ‏.